# 松崎菊也
松崎 菊也（まつざき きくや、1953年3月9日 - ）は、戯作者（げさくしゃ）。

## 来歴・人物
大分県別府市出身。日本大学芸術学部放送学科卒業。
劇団民芸を経て、コント グループ「キモサベ社中」「キャラバン」で活動。「キャラバン」では日本テレビ『お笑いスター誕生』優勝、1986年度の『NHK新人演芸コンクール』演芸部門で最優秀賞を獲得。その後は1988年に社会派コントグループ「ザ・ニュースペーパー」の結成に参加、リーダー兼 脚本家として活動した。
「ザ・ニュースペーパー」退団後は『松崎菊也のいかがなものか?!』（TBSラジオ）のパーソナリティを務めた。
現在はラジオ・テレビで物真似に社会風刺やユーモアを織り交ぜた「戯作」を一人芝居の形で披露。コメンテーター・エッセイスト・作家として活動。歴代総理を演じ分ける風刺講演会は各界より好評を得ている。
戯作の中で「永七輔（えい ななすけ）」の名を騙り、永六輔のものまねを披露することがあるが既にTBSラジオ『土曜ワイドラジオTOKYO 永六輔その新世界』で永本人との共演を果たした。
現在は石倉ちょっき、木幡923（ジャズ・トランペッター）とともに政治風刺トークライブを下北沢 サンガイノリバティーで上演。安倍晋三等、権力者の滑稽を演じて称賛される。

## テレビ
- バリバラ〜障害者情報バラエティー〜「バリバラ桜を見る会～バリアフリーと多様性の宴～」（NHK教育、2020年4月23日、4月30日）
- やじうまワイド（テレビ朝日）
- ニュース23（TBSテレビ）
- 痛快! おんな組（朝日ニュースター）

## ラジオ
- 松崎菊也のいかがなものか!?（TBSラジオ）
- 荒川強啓 デイ・キャッチ!（TBSラジオ、月曜レギュラー）

## 連載
- あ、そりゃオレだ（サンデー毎日）
- 無責任架空対談（週刊金曜日）
- 戯作者の難癖口上「さあさ、お立合い」（日刊ゲンダイ：毎週水曜日発刊、木曜WEBでも公開中）
- 松崎菊也の不ド～トク主義宣言（連合通信）

## エッセイ
- 一瞬の沈黙（1995年、三五館）
- 巷は勘違いに満ちている（1997年、三五館）
- コメディアン（1997年、実業之日本社）
- 松崎菊也のひとり天誅!（2001年、毎日新聞社）
- 松崎菊也の世間風刺読本（2002年、本の泉社）
- 松崎菊也のあの人の独り言（2002年、小学館）
- 松崎菊也「ジジイの言い分」（マンガ:ワタナベヒロユキ［2020年、本の泉社）世相を斬る、世情を嘆く

## 小説
- 男が捨てられた夜（1997年、三五館）

## 演劇
- 他言無用ライブ
- はだかの王様
- 松崎菊也&石倉ちょっき風刺トークin永田町
- 松崎菊也&石倉ちょっき&木幡923風刺ライブin下北沢（2022年も政治的な出来事の節目に上演中）